# Protodriloides
 (février 2019).
Genre
Protodriloides est un genre de vers polychètes de la famille des Protodrilidae.

## Liste d'espèces
Selon World Register of Marine Species (8 janvier 2019) :
- Protodriloides chaetifer (Remane, 1926)
- Protodriloides symbioticus (Giard, 1904)